# Dolichopeza (Nesopeza) simplicissima
Dolichopeza (Nesopeza) simplicissima is een tweevleugelige uit de familie langpootmuggen (Tipulidae). De soort komt voor in het Oriëntaals gebied.